# Radar Love
Radar Love is een nummer dat Barry Hay en George Kooymans schreven voor het album Moontan uit 1973, van de Nederlandse rockgroep Golden Earring. De albumversie duurt meer dan zes minuten (6:25) en is opgebouwd als een kleine suite (begin-middenstuk-eind). De tekst vertelt omtrent een man die zich op grote afstand van zijn vriendin bevindt en onderweg is naar haar. Haar liefde is zo sterk dat dat hem op de automatische piloot naar haar toe leidt. op 4 augustus 1973 werd het nummer op single uitgebracht.

## Inleiding
Zo eenvoudig als het nummer klinkt, zo moeilijk was de totstandkoming. De eerste opnamen (demo) vonden plaats in de goed uitgeruste Soundpush Studio. Hay worstelde met de tekst, volgens eigen zeggen had hij wel twintig versies op papier staan, maar hij liep steeds vast, mede door feesten, drank en drugs. Toen de deadline naderde zette Hay iedereen buiten de deur en kwam hij tot een definitieve versie. Daarbij verplaatste hij de ik-figuur vanuit bad naar de auto. Volgens Peter Voskuil zit het nummer vol met verwijzingen. Zo verwijst tekstfragment "Brenda Lee’s coming on strong" naar Coming on strong van Brenda Lee uit 1966. Toen de tekst af was, moest Hay nog op zoek naar een titel; de inspiratie kwam van een beeld langs de weg Loosdrecht-Hilversum; een beeld met vleugeltjes op een fabrieksgebouw. Toen Hay de demo terugluisterde viel hem op dat er te veel stemmen toegevoegd waren door George Kooymans. Hay kreeg het voor elkaar dat de stem van de slaggitaar deels werd overgenomen door de basgitaar. Rinus Gerritsen kwam ook met de intro, die geïnspireerd is op muziek van Carlos Santana. Blazers werden ingeschreven door arrangeur Job Maarse. De bijdrage van Cesar Zuiderwijk bestond uit het deels vervangen van hi-hatklanken door een snaardrum, een toevalstreffer zei hij later. De definitieve versie werd met slidegitarist Eelco Gelling vastgelegd in de Phonogram Studio (8 sporen) in de Honingstraat in Hilversum met Pieter Nieboer achter de knoppen. Die studio bleek ontoereikend; Golden Earring trok daarop naar de IBC Studios in Londen (24 sporen).
Het nummer werd als gevolg van zijn thema en de groove beschouwd als de ultieme 'carsong' en was onder andere prominent te horen in de actiefilm Baby Driver uit 2017.
Op donderdag 11 maart 2021 werd de plaat als eerbetoon aan de zieke George Kooymans op zijn verjaardag om 17:15 uur door alle Nederlandse landelijke radiozenders (commercieel en publiek) gedraaid.
Op 25 augustus 2023 verscheen het boek Radar Love 50 jaar bij Uitgeverij Noordboek Van Gorcum, vanwege dat het feit dat het 50 jaar geleden is dat het nummer op single werd uitgebracht. Deze biografie over Radar Love heeft als basis de TimeTravel van de Radar Love website van Patrick Orriens.

## Single
Om het album Moontan middels een single te promoten waren groepsvergaderingen nodig. Moontan bevatte voor een single eigenlijk te lange nummers. Zuiderwijks voorkeursstem ging uit naar The Vanilla Queen, maar muziekproducent Freddy Haayen stuurde de band richting Radar Love, dat Zuiderwijk te wild vond.
Radar Love werd in sterk verkorte versie (er blijft slechts 3:44 minuten van over) op single geperst met B-kant The Song Is Over op Polydor 2050262 met vermelding van productiemaatschappij Red Bullet en New Dayglow, uitgeverij van Willem van Kooten. Die verkorte versie werd een van de grootste internationale hits van de Golden Earring en wordt gezien als de internationale doorbraak van de band.
In thuisland Nederland werd de plaat een gigantische hit en bereikte de nummer 1-positie in zowel de Nederlandse Top 40 op Radio Veronica als de Hilversum 3 Top 30 / Daverende Dertig op de nationale publieke popzender Hilversum 3.
In België bereikte de plaat de 6e positie in de voorloper van de Vlaamse Ultratop 50 en de 4e positie in de Vlaamse Radio 2 Top 30. In Wallonië werd de 9e positie behaald.
In Duitsland, Spanje, Australië en het Verenigd Koninkrijk werd de top 10 bereikt.
In de zomer van 1974 toerde de Golden Earring door de Verenigde Staten waar de groep met Radar Love de 13e positie in de Billboard Hot 100 haalde.
Het zou tot 1982 duren voordat de Golden Earring met Twilight Zone een succesvervolg gaf aan Radar Love.
De totale verkoop van de single wordt geschat op twee miljoen exemplaren.
Sinds de allereerste editie in december 1999 staat de plaat onafgebroken genoteerd in de jaarlijkse NPO Radio 2 Top 2000 van de Nederlandse publieke radiozender NPO Radio 2, met als hoogste notering een 6e positie in 2021.

## Wetenswaardigheden
- Live-uitvoeringen duurden rondom de vijftien minuten door de soli van George Kooijmans en Cesar Zuyderwijk.
- In de zomer van 1973 maakte de Golden Earring een van de eerste filmopnamen voor Radar Love in het Zuiderparktheater (openluchttheater) in Den Haag.[6]
- In aflevering 175 'Post Mortem' uit de serie House M.D. wordt een fragment gebruikt.
- In 1992 werd Radar Love gebruikt door Bill Clinton tijdens de presidentiële voorverkiezingen in de VS.[7]

## Covers en de website Radar-Love.net
Het nummer is meer dan 800 keer gecoverd, onder andere door Homer Simpson, en heeft met Radar-Love.net zijn eigen website. De Nederlandse meidengroep Centerfold bracht het ten gehore in sexy lingerie. Ook U2, R.E.M., Def Leppard, Metallica, James Last, Oh Well (disco) en White Lion hebben het nummer gecoverd. Het werd ook geparodieerd als Rare Liefde, Radar Liebe en Photo Radar Sucks.

### Billy the Kit
In 2024 maakte de Haagse dj Billy The Kit een remix van het nummer, waarmee het voor het eerst was dat er een danceversie van "Radar Love" werd uitgebracht. De volledige band heeft de remix goedgekeurd en van Barry Hay's vocalen zijn de volledige masters gebruikt, vandaar dat hij ook op de credits staat als artiest. Toen Hay de vraag kreeg of het nummer mocht worden geremixt, antwoorde hij met: "Je doet je best maar". Hoewel de leden van de Golden Earring niet onder stoelen of banken hebben gestoken dat ze niets met dance hebben, reageerden ze toch enthousiast op de remix. Hay, die eerst sceptisch was over het resultaat, was na het horen van de remix "aangenaam verrast". John Ewbank heeft de remix mede geproduceerd en de gitaarpartijen zijn opnieuw ingespeeld door Niels Zuiderhoek, die eerder ook met DI-RECT en Rondé werkte. Billy The Kit kreeg het idee om "Radar Love" te remixen nadat hij Di-rect het nummer live zag spelen met Cesar Zuiderwijk en Rinus Gerritsen.
De remix werd Dancesmash op Radio 538 en bereikte de 24e positie in de Nederlandse Tipparade. In de bijbehorende videoclip lopen de originele opnames uit 1973 over in nieuwe beelden waarop Billy The Kit een set draait.

## Hitnoteringen

### Nederlandse Top 40
| "Radar Love" in de Nederlandse Top 40 - binnen: 25-08-1973 | "Radar Love" in de Nederlandse Top 40 - binnen: 25-08-1973 | "Radar Love" in de Nederlandse Top 40 - binnen: 25-08-1973 | "Radar Love" in de Nederlandse Top 40 - binnen: 25-08-1973 | "Radar Love" in de Nederlandse Top 40 - binnen: 25-08-1973 | "Radar Love" in de Nederlandse Top 40 - binnen: 25-08-1973 | "Radar Love" in de Nederlandse Top 40 - binnen: 25-08-1973 | "Radar Love" in de Nederlandse Top 40 - binnen: 25-08-1973 | "Radar Love" in de Nederlandse Top 40 - binnen: 25-08-1973 | "Radar Love" in de Nederlandse Top 40 - binnen: 25-08-1973 | "Radar Love" in de Nederlandse Top 40 - binnen: 25-08-1973 | "Radar Love" in de Nederlandse Top 40 - binnen: 25-08-1973 | "Radar Love" in de Nederlandse Top 40 - binnen: 25-08-1973 | "Radar Love" in de Nederlandse Top 40 - binnen: 25-08-1973 | "Radar Love" in de Nederlandse Top 40 - binnen: 25-08-1973 |
| Week                                                       | 01                                                         | 02                                                         | 03                                                         | 04                                                         | 05                                                         | 06                                                         | 07                                                         | 08                                                         | 09                                                         | 10                                                         | 11                                                         | 12                                                         | 13                                                         |                                                            |
| ---------------------------------------------------------- | ---------------------------------------------------------- | ---------------------------------------------------------- | ---------------------------------------------------------- | ---------------------------------------------------------- | ---------------------------------------------------------- | ---------------------------------------------------------- | ---------------------------------------------------------- | ---------------------------------------------------------- | ---------------------------------------------------------- | ---------------------------------------------------------- | ---------------------------------------------------------- | ---------------------------------------------------------- | ---------------------------------------------------------- | ---------------------------------------------------------- |
| Positie                                                    | 16                                                         | 5                                                          | 2                                                          | 1                                                          | 1                                                          | 1                                                          | 2                                                          | 3                                                          | 7                                                          | 10                                                         | 17                                                         | 25                                                         | 37                                                         | uit                                                        |

### Hilversum 3 Top 30 / Daverende Dertig
| "Radar Love" in de Hilversum 3 Top 30 / Daverende Dertig - binnen: 25-08-1973 | "Radar Love" in de Hilversum 3 Top 30 / Daverende Dertig - binnen: 25-08-1973 | "Radar Love" in de Hilversum 3 Top 30 / Daverende Dertig - binnen: 25-08-1973 | "Radar Love" in de Hilversum 3 Top 30 / Daverende Dertig - binnen: 25-08-1973 | "Radar Love" in de Hilversum 3 Top 30 / Daverende Dertig - binnen: 25-08-1973 | "Radar Love" in de Hilversum 3 Top 30 / Daverende Dertig - binnen: 25-08-1973 | "Radar Love" in de Hilversum 3 Top 30 / Daverende Dertig - binnen: 25-08-1973 | "Radar Love" in de Hilversum 3 Top 30 / Daverende Dertig - binnen: 25-08-1973 | "Radar Love" in de Hilversum 3 Top 30 / Daverende Dertig - binnen: 25-08-1973 | "Radar Love" in de Hilversum 3 Top 30 / Daverende Dertig - binnen: 25-08-1973 | "Radar Love" in de Hilversum 3 Top 30 / Daverende Dertig - binnen: 25-08-1973 | "Radar Love" in de Hilversum 3 Top 30 / Daverende Dertig - binnen: 25-08-1973 | "Radar Love" in de Hilversum 3 Top 30 / Daverende Dertig - binnen: 25-08-1973 |
| Week                                                                          | 01                                                                            | 02                                                                            | 03                                                                            | 04                                                                            | 05                                                                            | 06                                                                            | 07                                                                            | 08                                                                            | 09                                                                            | 10                                                                            | 11                                                                            |                                                                               |
| ----------------------------------------------------------------------------- | ----------------------------------------------------------------------------- | ----------------------------------------------------------------------------- | ----------------------------------------------------------------------------- | ----------------------------------------------------------------------------- | ----------------------------------------------------------------------------- | ----------------------------------------------------------------------------- | ----------------------------------------------------------------------------- | ----------------------------------------------------------------------------- | ----------------------------------------------------------------------------- | ----------------------------------------------------------------------------- | ----------------------------------------------------------------------------- | ----------------------------------------------------------------------------- |
| Positie                                                                       | 16                                                                            | 5                                                                             | 1                                                                             | 1                                                                             | 1                                                                             | 1                                                                             | 3                                                                             | 4                                                                             | 7                                                                             | 11                                                                            | 15                                                                            | uit                                                                           |

### NPO Radio 2 Top 2000
| Nummer met noteringen in de NPO Radio 2 Top 2000 | '99 | '00 | '01 | '02 | '03 | '04 | '05 | '06 | '07 | '08 | '09 | '10 | '11 | '12 | '13 | '14 | '15 | '16 | '17 | '18 | '19 | '20 | '21 | '22 | '23 | '24 |
| ------------------------------------------------ | --- | --- | --- | --- | --- | --- | --- | --- | --- | --- | --- | --- | --- | --- | --- | --- | --- | --- | --- | --- | --- | --- | --- | --- | --- | --- |
| Radar Love                                       | 23  | 21  | 21  | 27  | 27  | 12  | 13  | 16  | 23  | 17  | 24  | 16  | 18  | 18  | 24  | 26  | 31  | 22  | 21  | 27  | 23  | 33  | 6   | 15  | 13  | 20  |

1. ↑  Een vetgedrukt getal geeft de hoogste notering aan.

### JOE FM Hitarchief Top 2000
| "Radar love" | "Radar love" | "Radar love" | "Radar love" | "Radar love" | "Radar love" | "Radar love" |
| Jaar         | 2009         | 2010         | 2011         | 2012         | 2013         | 2014         |
| ------------ | ------------ | ------------ | ------------ | ------------ | ------------ | ------------ |
| Positie      | 25           | 28           | 20           | 16           | 19           | 17           |

### Evergreen Top 1000
| Evergreen Top 1000 "Radar Love" | Evergreen Top 1000 "Radar Love" | Evergreen Top 1000 "Radar Love" | Evergreen Top 1000 "Radar Love" | Evergreen Top 1000 "Radar Love" | Evergreen Top 1000 "Radar Love" | Evergreen Top 1000 "Radar Love" | Evergreen Top 1000 "Radar Love" | Evergreen Top 1000 "Radar Love" | Evergreen Top 1000 "Radar Love" | Evergreen Top 1000 "Radar Love" | Evergreen Top 1000 "Radar Love" | Evergreen Top 1000 "Radar Love" | Evergreen Top 1000 "Radar Love" | Evergreen Top 1000 "Radar Love" | Evergreen Top 1000 "Radar Love" | Evergreen Top 1000 "Radar Love" |
| Jaar                            | 2008                            | 2009                            | 2010                            | 2011                            | 2012                            | 2013                            | 2014                            | 2015                            | 2016                            | 2017                            | 2018                            | 2019                            | 2020                            | 2021                            | 2022                            | 2023                            |
| ------------------------------- | ------------------------------- | ------------------------------- | ------------------------------- | ------------------------------- | ------------------------------- | ------------------------------- | ------------------------------- | ------------------------------- | ------------------------------- | ------------------------------- | ------------------------------- | ------------------------------- | ------------------------------- | ------------------------------- | ------------------------------- | ------------------------------- |
| Positie                         | -                               | -                               | -                               | -                               | -                               | -                               | -                               | -                               | 108                             | 75                              | 45                              | 68                              | 73                              | 29                              | 28                              | 28                              |

Discografie